# Кратасюк, Виктор Иванович
Виктор Иванович Кратасюк (30 января 1949, Поти, Грузинская ССР, СССР — 18 марта 2003) — советский спортсмен (гребля на байдарках), олимпийский чемпион (1972), заслуженный мастер спорта СССР (1972).

## Спортивная карьера
- Олимпийский чемпион 1972 на байдарке-двойке (с Н. Горбачёвым) на дистанции 1000 м
- 2-кратный чемпион СССР 1971, 1972 годов.